# Eira Stenberg

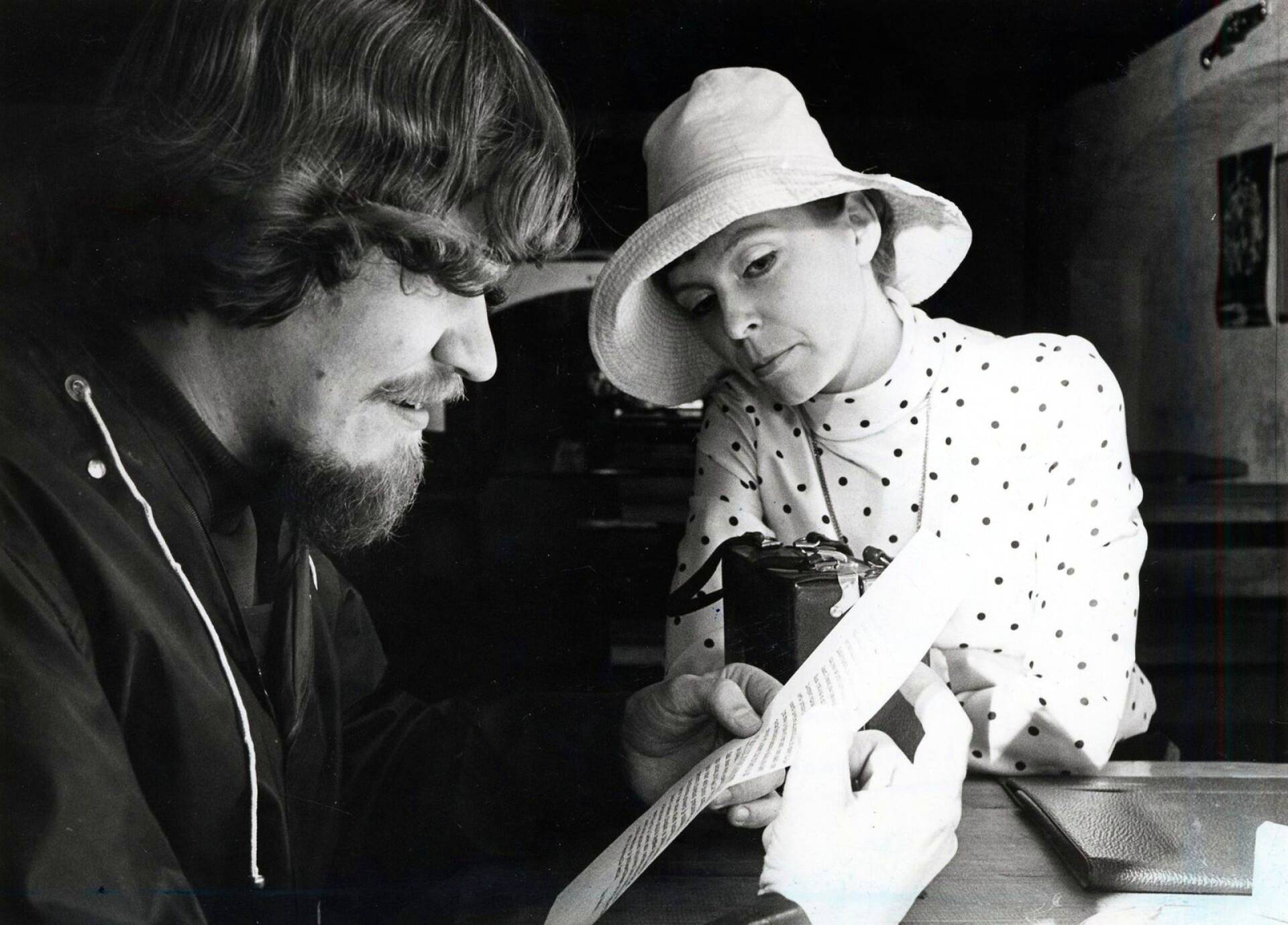
Eira Stenberg (t.h.) med M. A. Numminen år 1971.

Eira Margot Helene Stenberg, född 8 april 1943 i Tammerfors, är en finländsk författare. Hon har studerat vid Sibelius-Akademin. Hon skriver inom olika genrer som romankonst, poesi, hörspel och tv-dramatik. År 1966 belönades hon med J.H. Erkkos pris och 1985 med Statens litteraturpris. År 2007 fick hon Eino Leino-priset.
Av Stenbergs verk har romanen Månens trädgårdar nominerats till Finlandiapriset år 1990. Romanen utkom tre år senare på Sahlgrens förlag i svensk översättning av Susanne Hellsten. Två av Stenbergs diktsamlingar (El icono del deseo och Por eso trato con ladrones) har utgivits i spansk översättning i Peru.